# 장경업
장경업(1992년 7월 7일 ~ )은 대한민국의 배우이다.

## 출연작

### 영화
- 《스타박'스 다방》 (2018년) - 방정식 역
- 《우주의 크리스마스》 (2016년) - 채승현 역
- 《엠보이》 (2015년)
- 《열정같은소리하고있네》 (2015년) - 편의점 대학생 역
- 《감기》 (2013년) - 상명 역

### 드라마
- 《악몽선생》 (2016년, 웹드라마) - 천재수 역
- 《신의 퀴즈 4》 (2014년, OCN)